# Clidomyinae
Sous-famille
Cette sous-famille est composée d'un seul genre, Clidomys Anthony, 1920, qui contient les deux espèces suivantes :
- † Clidomys osborni  Anthony, 1920
- † Clidomys parvus  Anthony, 1920